# نوپسرها کاوتا
نوپسرها کاوتا یک گونه سوسک از خانوادهٔ سوسک‌های شاخک‌دراز است. این گونه توسط Holzschuh در سال ۱۹۸۶ توصیف و بررسی شد. این گونه در کشور نپال قابل یافت شدن است.